# Ruimtelijk uitvoeringsplan

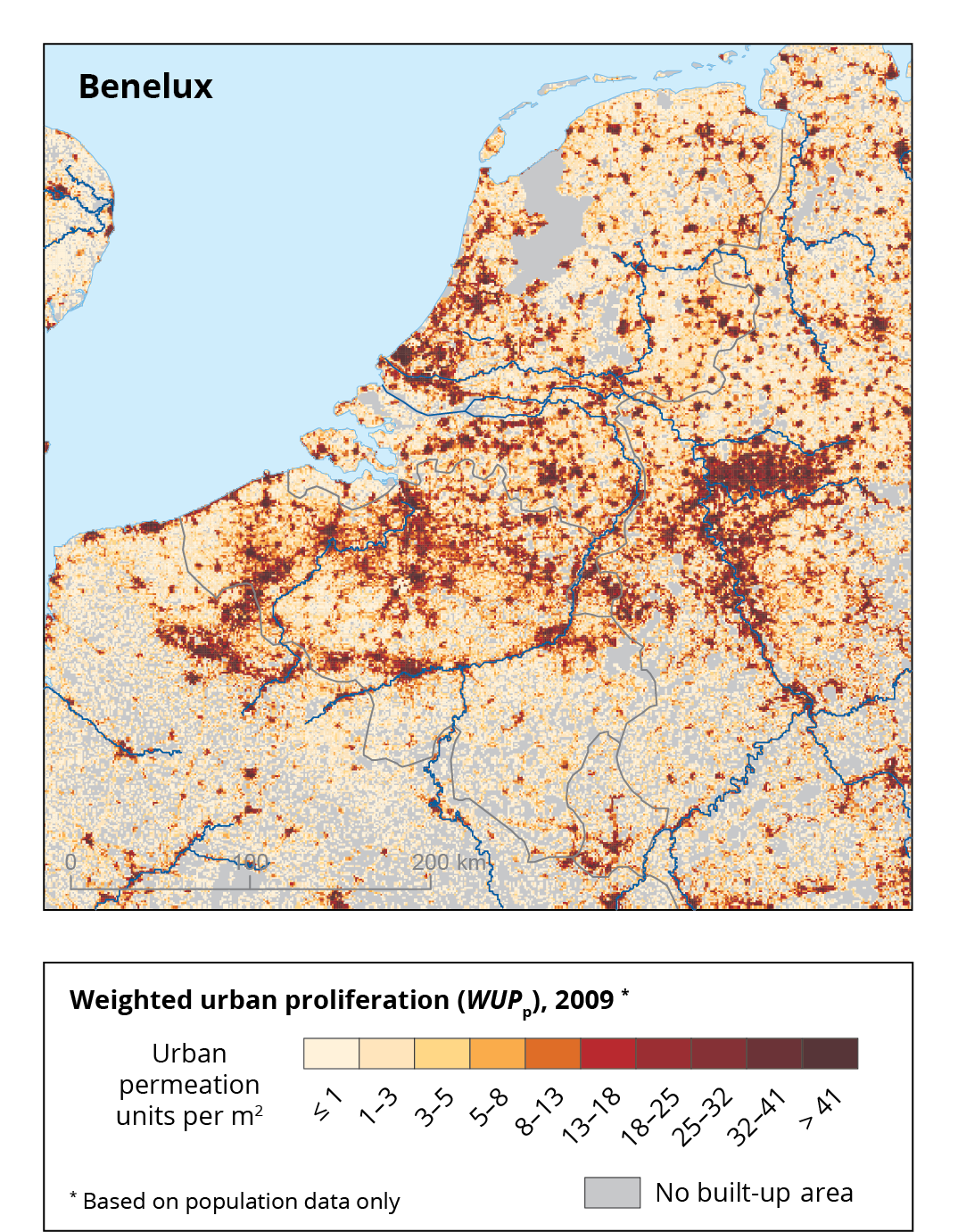
Vlaanderen heeft een hoge mate van urban sprawl of nevelgebied, dit door de ruimtelijke versnippering.

Een ruimtelijk uitvoeringsplan of RUP, is in Vlaanderen een plan waarmee de overheid in een bepaald gebied de bodembestemming vastlegt. Een RUP vervangt altijd de bestaande bestemmingsplannen, zijnde het gewestplan, (delen van) een bijzonder plan van aanleg (BPA), of (delen van) een ouder RUP.
Een RUP kan worden opgesteld door de gemeente, de provincie of het  gewest. Men spreekt dan ook over gemeentelijke, provinciale en gewestelijke ruimtelijk uitvoeringsplannen. Een RUP kadert steeds in de uitvoering van de bestaande ruimtelijke structuurplannen en mag hier niet mee in strijd zijn. 
De opmaak van een RUP is onderworpen aan een openbaar onderzoek vóór definitieve goedkeuring.
Een goedgekeurd RUP bevat stedenbouwkundige voorschriften op basis waarvan bv. stedenbouwkundige vergunningen kunnen worden afgeleverd.

## Voorbeelden

### Gewestelijk RUP (GRUP)
- N60 bij Ronse
- N74
- Nx in Stabroek
- Oosterweelverbinding
- Saeftinghedok
- Uplace
- Zwinpolders

### Provinciaal RUP (PRUP)
- N41 tussen Aalst en Lebbeke
- Omleidingsweg N76 rond Meeuwen
- Permanent wonen op campings en weekendverblijven
- Rondweg N9k rond Asse (Vlaams-Brabant)
- Rondweg Baarle
- Stadsrandbos Asse

### Gemeentelijk RUP
- Oude dokken in Gent
- Stadsvernieuwingsproject 'De Molens' in Vilvoorde